# Sainte-Ruffine

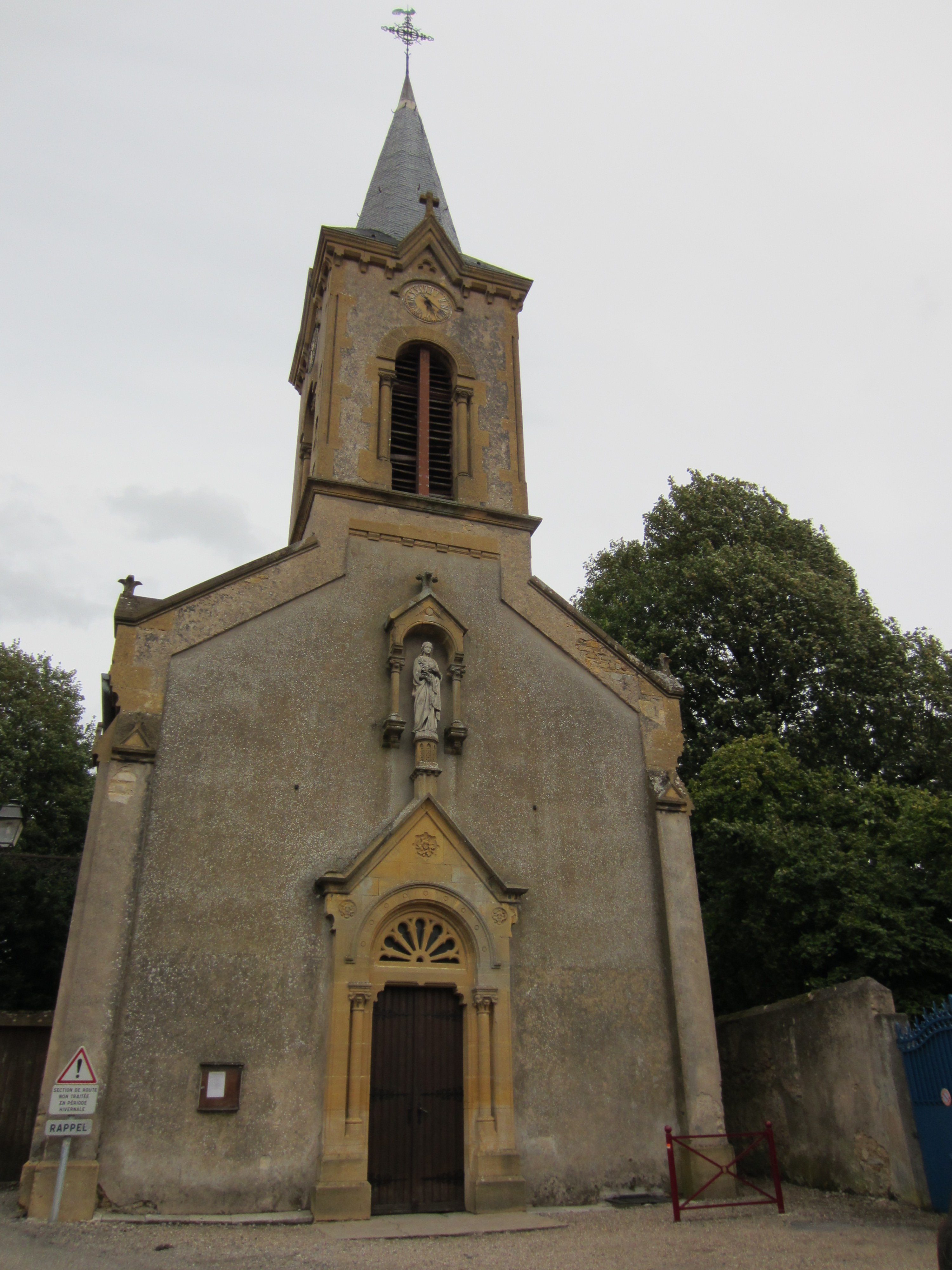
Kirche St. Ruffine

Sainte Ruffine (Ste. Ruffine), südwestlich der Stadt Metz auf der linken Seite der Mosel, auf einem Plan der Umgebung von Metz um 1900

Sainte-Ruffine ist eine französische Gemeinde mit 605 Einwohnern (Stand 1. Januar 2022) im Département Moselle in der Region Grand Est (bis 2015 Lothringen). Sie gehört zum Arrondissement Metz.

## Geographie
Sainte-Ruffine liegt sechs Kilometer südwestlich von Metz stromaufwärts an der linken Moselseite und zehn Kilometer nordöstlich von Gorze auf einer Höhe zwischen 166 und 226 m über dem Meeresspiegel. Das Gemeindegebiet umfasst 0,71 km².

## Geschichte
Das lothringische Dorf ist nach der römischen Heiligen Rufina benannt. Eine Kirche sanctam Ruffinam, die zur Pfarrei Moulins-lès-Metz (Mühlen bei Metz) gehörte, ist für das Jahr 927 belegt; der dazugehörige Ort gehörte wie Moulins zur Herrschaft des Bistums Metz. 1103 wurde auf die Ortschaft als ad s. Rodevunrum Bezug genommen.
Das Dorf wurde 1552 zusammen mit der Region der Reichsstadt Metz durch Frankreich besetzt und annektiert, was 1648 im Westfälischen Frieden anerkannt wurde.
Die namensgebende Kirche musste 1724 wegen Baufälligkeit geschlossen werden, die Grundsteinlegung für den Neubau folgte 1726. 
Während der Zeit der Französischen Revolution wurde das Dorf zu Ehren des Abgeordneten François Nicolas Anthoine (1758–1793) vorübergehend in Anthoine-le-Mont umbenannt.
Durch den Frankfurter Frieden vom 10. Mai 1871 kam die Region an Deutschland und das Dorf wurde dem Landkreis Metz im Bezirk Lothringen des Reichslandes Elsaß-Lothringen zugeordnet. Die Einwohnerzahl sank durch Abwanderung nach Frankreich von 326 (1866) auf 231 Einwohner (1871). 
Nach dem Ersten Weltkrieg musste die Region aufgrund der Bestimmungen des Versailler Vertrags 1919 an Frankreich abgetreten werden. Im Zweiten Weltkrieg war die Region von der deutschen Wehrmacht besetzt und stand unter deutscher Verwaltung. Das Dorf wurde nach Metz eingemeindet und ein Teil der französischen Bewohner evakuiert. Im November 1944 wurde das Dorf beim Kampf um Metz von den Westalliierten eingenommen, und die Einwohner konnten zurückkehren.
Von 1915 bis 1919 trug der Ort den deutschen Namen Sankt Ruffin und 1940–1944 Ruffingen.

### Bevölkerungsentwicklung
| Jahr      | 1962 | 1968 | 1975 | 1982 | 1990 | 1999 | 2007 | 2019 |
| Einwohner | 320  | 390  | 388  | 408  | 466  | 453  | 530  | 584  |